# Jeong Min-Hyeong
Jeong Min-Hyeong  (Hangul: 정민형; 14. maj 1987 – 4. juli 2012) var en sydkoreansk fodboldspiller som spillede som midtbanespiller for Busan IPark i K League. Han begik selvmord ved kulilteforgiftning.
Han spillede for International University of Korea, før han blev professionel.